# Selwin Calverley
John Selwin Calverley (4. juli 1855 i Leeds - 30. december 1900 smst) var en britisk sejler som deltog i OL 1900 i Paris.
Calverley vandt en sølvmedalje i sejlsport under OL 1900 i Paris. Han kom på en andenplads i 20 ton klassen i båden Brynhild-2.